# Hănești
Hăneşti é uma comuna romena localizada no distrito de Botoşani, na região de Moldávia . A comuna possui uma área de 60.38 km² e sua população era de 2255 habitantes segundo o censo de 2007.